# Four Tet
Kieran Hebden, znany lepiej jako Four Tet (ur. w 1978 w Putney) – brytyjski muzyk elektroniczny, występujący od 1998 solowo, a w latach 90. także jako członek zespołu Fridge. Bardzo często zajmuje się remiksowaniem utworów innych wykonawców, w tym m.in. Aphex Twina, Radiohead, Super Furry Animals, The xx. Na swoich albumach łączy różne gatunki muzyczne z elektroniką i żywymi instrumentami, choć jego nowe wydawnictwa inspirowane są housem.

## Dyskografia

### Albumy (jako Four Tet)
- Dialogue (Output Recordings, maj 1999)
- Pause (Domino Records, 28 maja 2001)
- Rounds (Domino Records, 5 maja 2003) - UK #60[1]
- Everything Ecstatic (Domino Records, 23 maja 2005) - UK #59[1]
- There Is Love in You (Domino Records, 25 stycznia 2010) - #35 UK[1], #157 US[2]
- Pink (Text Records, 20 sierpnia 2012) - #74 UK[1]
- Beautiful Rewind (Text Records, 2013)
- New Energy (Text Records, 2017)
- Sixteen Oceans (Text Records, 2020)

### Mix albumy
- Late Night Tales: Four Tet (Azuli Records, 4 października 2004) (DJ mix album skompilowany przez Hebdena)
- DJ-Kicks: Four Tet (!K7 Records, 26 czerwca 2006) (seria DJ-Kicks)
- FabricLive.59 (Fabric Records, wrzesień 2011) (seria Fabriclive)

### Albumy (jako Kieran Hebden)
- The Exchange Session Vol. 1 (with Steve Reid; Domino Records, 27 lutego 2006)
- The Exchange Session Vol. 2 (with Steve Reid; Domino Records, 22 maja 2006)
- Tongues (with Steve Reid; Domino Records, 19 marca 2007)
- NYC (with Steve Reid; Domino Records, 4 listopada 2008)